# Planorbis vitojensis
Planorbis vitojensis is een slakkensoort uit de familie van de Planorbidae. De wetenschappelijke naam van de soort is voor het eerst geldig gepubliceerd in 2010 door Gloer & Pesic.